# پال توئیچل
پل توئیچل (جان پل توئیچل) یا پال توئیچل (جان پال توئیچل) (به انگلیسی: Paul Twitchell) (زادهٔ ۲۲ اکتبر ۱۹۰۸ - درگذشتهٔ ۱۷ سپتامبر ۱۹۷۱) نویسنده و مؤلف معنویِ آمریکایی و بنیان‌گذار گروه اکنکار بود.
او توسط اعضای آن گروه به‌عنوان ماهانتا یا استاد زندهٔ اکنکار در زمان خود پذیرفته شد. او توسعهٔ این گروه را تا زمان مرگش ادامه داد. نام معنوی او که اِکیست‌ها (دانش‌آموزان اکنکار) به آن اعتقاد دارند پدار زاسک است.

## زندگی‌نامه

### تولد و اوایل زندگی
بخش عمده‌ای از زندگی توئیچل در پرده‌ای از ابهام و تردید پیچیده شده‌است و در مورد تاریخ تولد وی اختلاف نظر وجود دارد. هیچ گواهی تولدی برای وی ثبت نشده‌است. در دو کتاب انجیل خانوادگی نیز سال‌ها و روزهای تولد متناقضی گزارش شده‌است (۱۹۰۸ و ۱۹۱۰، ۲۲ اکتبر و ۲۳ اکتبر). یک گواهی تولد، که دیرتر از موعد و توسط پدرش در سال ۱۹۴۱ پر شده‌است، ادعا می‌کند که سال تولد او ۱۹۱۲ است. پل توئیچل خودش حاضر نبود در مورد سن یا زمان تولدش صحبت کند.

گواهی مرگ او توسط همسرش پر شد. گیل می‌گوید او در سال ۱۹۲۲ متولد شده‌بود؛ بنابراین، تاریخ تولد او از روزی که متولد شده تا روزی که فوت کرد به‌طور نادرست گزارش شده‌بود. داگ مارمن نویسنده، از سوی دیگر برپایهٔ اطلاعات سرشماری که برای اولین بار توسط دین مک‌ماکین کشف شد، با سال ۱۹۰۹ موافق بوده‌است.
سرشماری سال ۱۹۱۰ نشان می‌دهد که توئیچل در ماه آوریل ۱۹۱۰ شش‌ماهه بوده‌است.
او احتمالاً در شهر پادوکاه، ایالت کنتاکی متولد شده‌است، اگرچه این هم کاملاً مشخص نیست. گزارش شده‌است که پل توئیچل درست پس از یک زلزلهٔ بزرگ به‌دنیا آمده‌است، که ازنظر منتقدانِ وی ادعای ماجراجویانه‌ای است. به‌هرحال، ولکر دورمان اولین نفری بود که کشف کرد که زلزله‌ای به بزرگی ۴٫۶ در حدود ۳۰ مایل دورتر از پادوکاه را لرزانده‌بود، مرکز این زلزله بر روی رودخانه می‌سی‌سی‌پی بود که کمی بعد از نیمه‌شب ۲۲ اکتبر ۱۹۰۹ رخ داده‌بود.
بعدها، توئیچل در کالج ایالت مورای و کالج معلمان ایالت غربیِ کنتاکی در دههٔ ۱۹۳۰ میلادی حضور داشت اما هرگز از هیچ‌کدام فارغ‌التحصیل نشد.
او برای اولین بار در سال ۱۹۴۲ ازدواج کرد.
او در نیروی دریایی ایالات متحدهٔ آمریکا در طول جنگ جهانی دوم خدمت کرد و پس از جنگ خبرنگارِ «آور نِیوی» شد. او بعدها کارش را ادامه داد تا یک روزنامه‌نگار مستقل شد.
او همچنین تعدادی از جنبش‌های معنوی را بررسی کرد. در سال ۱۹۵۰، او به کلیسای خودشکوفایی سوامی پرماناندا گیری پیوست، که شاخه‌ای از یاران خودشکوفای پاراماهامسا یوگاناندا را تشکیل می‌داد. او در محوطهٔ کلیسا زندگی کرده، و ماهنامهٔ کلیسا، صلیب عرفانی، را ویرایش می‌کرد. در سال ۱۹۵۵، از او خواسته شد تا کلیسا را ترک کند، همان سالی که از همسر اولش، کامیل بالو، جدا شد.
اواخر همان سال (۱۹۵۵) او توسط سنت کرپال سینگ با یوگا سورت شابد آشنا شد و همچنین در کلیسای ساینتولوژی مشغول شد، و یکی از اعضای کارکنان کلیسا و یکی از اولین ساینتولوژیست‌هایی بود که توانست به «وضعیت روشن‌بینی» برسد.
در سیاتل، واشینگتن، او با گیل اتکینسون ملاقات کرد. توئیچل بعدها این زن را به کرپال سینگ معرفی کرد و بعدها با او ازدواج کرد. آن‌ها در سال ۱۹۶۴ به سان فرانسیسکو نقل مکان کردند، جایی که توئیچل شروع به نوشتن در مورد آموزش‌های جدیدش، تحت عنوان اکنکار نمود. در اواخر ۱۹۶۴، او یک سری کارگاه‌های آموزشی در مورد حضور در دو مکان متفاوت در آنِ واحد ارائه داد که بعدها آن را «سفر روح» نامید. این کارگاه‌ها در بنیاد فراروانشناسی کالیفرنیا در سن دیگو، طرفدار پیدا کرد و نشان داد که مردم می‌توانند با استفاده از تکنیک‌های او تجربهٔ معنوی داشته‌باشند.

### نقش توئیچل در اکنکار
بعضی از مردم معتقدند که این ایدهٔ گیل بوده‌است که توئیچل برخی از آموزش‌های معنوی خود را به یک مذهب جدید، یعنی اکنکار تغییر دهد.
اگرچه، توئیچل سه کتاب برجستهٔ خود در مورد اکنکار را چندین سال قبل از ملاقات با گیل نوشت.
آنچه به نظر درست می‌رسد آن چیزی است که پل در زندگی‌نامهٔ خود (کتابی با عنوان در روحم من آزاد هستم) می‌گوید؛ گویی تشویق‌های گیل جرقه‌ای برای او بود تا به وسیلهٔ نوشته‌هایش کار بیشتری را به انجام برساند. منتقدان می‌گویند که در ابتدا توئیچل مدعی شد که آموزه‌هایش جدید بودند، اما او در نهایت به آن‌ها به‌عنوان یک علم باستانی که قبل از همه نظام‌های اعتقادی و دینی وجود داشته‌است اشاره کرد.
اگرچه، این تفسیر بر اساس توضیحاتی است که پل قبل از اینکه رسماً اکنکار را آغاز کند آن را ارائه داده بود -یعنی همان زمانیکه فلسفه‌اش را (که خود آن را داستان بی‌انتها و معلق می‌نامید) ترویج می‌داد. این فلسفه در حقیقت یک چشم‌انداز خارج از گود بر جامعه مدرن بود. آن‌ها در واقع دیدگاه‌ها و ایده‌های خود او بودند. اگرچه هنگامی که او اکنکار را در اکتبر ۱۹۶۵ آغاز کرد همیشه از آن به‌عنوان آموزش باستانی یاد می‌کرد.
در واقع او در کتابش با عنوان «اکنکار: کلید اسرار» مثال‌های بسیاری از تعالیم تاریخی را در کتاب خود مطرح نموده‌است، در حالی که همچنین تجارب شخصی خود با معلمش، استاد اکنکار، ریبازار تارز را توضیح می‌داد.
پس از اینکه طریقت مذکوربنا نهاده شد، توئیچل یک سری کتاب، و مطالعات شخصی اش را به چاپ رسانید، و در همان زمان به به‌طور فعال در سراسر جهان سخنرانی می‌کرد. او هزاران نامه به شاگردان می‌نوشت و به نوشتن مقالات برای مجلات مشغول بود. در مدت کوتاهی پس از شروع اکنکار یک سری مقالات نوشت که توجه برخی از منتقدان را به خود جلب کرد.
در یکی از این مجموعه‌ها که در آن از پل به‌عنوان "مردی که با خدا حرف می‌زند " اشاره شده، او در مورد خود و گوروهای دیگرمزاح می‌کند. او می‌گوید در زمانی که استطاعت مالی نداشته این کتاب را در ازای چاپ رساله اکنکار خود نوشته‌است
در آن ستون او پند و اندرزهای معنوی ارائه داده و ادعا می‌کرد که با خدا در مورد مشکلات کسانی که به او می‌نویسند ارتباط دارد. او همچنین پیش‌بینی‌های دربارهٔ وقایع آینده داشت که ازجمله در این باره که جنگ ویتنام در سال ۱۹۶۸ تمام می‌شود و لیندون جانسون به‌عنوان رئیس‌جمهور ایالات متحده برای بار دوم انتخاب می‌شود. بسیاری از جواب‌های او با کلمات «من صحبت کرده‌ام» خاتمه پیدا می‌کرد.

### مرگ
بنا به گفتهٔ بعضی، توئیچل در ۱۷ سپتامبر سال ۱۹۷۱ بر اثر یک حملهٔ قلبی فوت کرد (اندکی پس از اینکه با دانش‌آموزان دیرین اکنکار در شامی در سینسیناتی دیدار کرد)
«مرگ» او همانند زندگی‌اش با بحث و مجادله همراه بود. برخی از منتقدان به نظر لوئیس بلوت استناد می‌کنند، وی یکی از رهبران برجسته در اکنکار بود. پس از ترک اکنکار، بلوت گفت که به نظر او «مرگ» توئیچل از زمانی که استادان قبلی اکنکار را به مبارزه طلبیده بود- لازم بود. هر چند او، این نظرات را بعد از اینکه به مقام رهبری (که به ان امیدوار بود نرسید) عنوان کرد؛ مقامی که به داروین گراس داده شد. در واقع، اولین توضیحات بلوت در مورد مرگ توئیچل این بود که او شاهد خروج توده سماوی توئیچل از بدنش بوده‌است.
علاوه بر این، افراد دیگری که امید داشتند که جانشین توئیچل شوند ولی رد شدند، پس از مرگ او صداقت توئیچل را زیر سؤال بردند به این دلیل که او پیش‌بینی کرده بود که برای یک دهه و نیم دیگر به رهبری کردن ادامه می‌دهد
این مسئله بیشتر به وسیلهٔ دیوید لین و افراد خارج از اکیست‌ها مطرح شده بود و بنابراین دغدغه‌ای در میان اکیست‌ها ایجاد نکرد. دلیلش این است که توضیحات پل در مورد ماهانتای بعدی (که در عرض پانزده سال آینده قرار بود بیاید) بود نه دربارهٔ جانشین بعدی خودش، که صرفاً باید یک استاد اکنکار باشد و نه یک ماهانتا. پل به سادگی به سطوح مختلف استادی اشاره می‌کرد زیرا همان‌طور که او توضیح داد، تعداد زیادی از مردم وجود داشتند که ادعا می‌کردند که جانشین بعدی او هستند ولی آنچه که آن‌ها می‌گفتند درست نبود.
البته «مرگ» او نگرانی‌هایی را ایجاد کرد، چون توئیچل نام جانشین خود را نگفته بود. در نهایت همسر او، گیل، داروین گراس را انتخاب کرد. بنا به گفتهٔ گیل، در واقع انتخاب پل توئیچل، گراس بود چرا که گیل در رؤیایی پال را ملاقات کرده بود و همسرش جانشینی گراس را تأیید کرده بود
منتقدان رؤیای گیل را کم‌اهمیت جلوه دادند و اظهار کردند که گیل خودش این انتخاب را انجام داده‌است. اگرچه، گیل اعلام کرد که او مایل نبوده جانشین را انتخاب کند و از این کار سر باززد. او مطمئن بود که پل خودش این انتخاب را روشن خواهد کرد. سپس او رؤیایی داشت، که در آن پل به او نشان داد که داروین گراس «استاد سیت» بعدی است و در عین حال به او گفت که گیل ازجانب دو تن دیگر یعنی ران پل و هیلاری کلینتون (که از رهبران پیشین اکنکار بودند) نیز دو تاییدیه دریافت خواهد کرد. در این ائناء آن‌ها نیز تجاربی درونی داشتند که گواه بر جانشینی داروین گراس بود.

## پال توئیچل به‌عنوان یک نویسنده
توئیچل چندین کتاب و برنامه‌های آموزشی دربارهٔ اکنکار نوشت، سخنرانی‌های عمومی در سراسر جهان انجام داد و همچنین هزاران نامه نوشت.
برخی از منتقدان ادعا می‌کنند که نامه‌ای که پال توئیچل به کرپال سینگ فرستاد با عنوان کتاب دندان ببر به چاپ رسید.
این سوء تفاهم با توضیحات عمومی کرپال سینگ آغاز شد. به نظر می‌رسد احتمالاً سینگ قبل از این توضیحات حتی کتاب را نخوانده باشد چون به نظر می‌رسد که او آن را با کتاب دیگری به نام گفتگو با استاد که از تجربیات اولیه توئیچل تشکیل شده بود اشتباه گرفته‌است. سینگ ادعا می‌کند که او دندان ببر را به توئیچل در سطوح درونی القا کرده‌است و سپس آن را مورد انتقاد قرار داد چون آن به جای تجارب معنوی واقعی از تجاربی در رؤیا ساخته شده بود. همه این توضیحات، اگر چه، به دلیل اشتباه گرفتن او با کتاب دیگری فقط یک سوء تفاهم بودند، چرا که هیچ‌یک از نظرات او با آنچه در کتاب دندان ببر آمده بود متناسب نبود.
بعدها، منتقدان ادعا کردند که کرپال سینگ انتقادات خود از «نیش ببر» را به توئیچل گفت اما پال آن را نپذیرفت و همین باعث فاصله گرفتن پال از کرپال سینگ شد. اگرچه، این نیز یک سری از سوء تفاهمات است. حتی دیوید لین باور خویش را در مورد آنچه در دندادن ببر ادعا شده بود پس گرفت چرا که یادداشت‌های خود او نشان می‌دهد که توئیچل و سینگ پس از سال ۱۹۶۳ رابطه دوستانه طولانی داشتند، زمانی که رویداد دندان ببر قرار بود اتفاق بیفتد.
توئیچل به زندگی‌نامه‌نویسی با نام براد استیگر گفت که او انتظار داشت که دندان ببر بحث‌برانگیز باشد، و اظهار داشت که این کتاب پایه و اساس تعالیم ادیان ارتدکس، فلسفه و مفاهیم متافیزیکی را تکان خواهد داد. «توئیچل حتی ادعا کرد که مطلع شده که پاپ کتاب را دیده‌است و بسیار آشفته شده و شاید آن را محکوم کند.»

## اتهامات دزدی ادبی از آثار دیوید لِین
مقایسهٔ آثار اکنکارِ توئیچل نشان می‌دهد که احتمالاً توئیچل از آثار نویسندگان مختلف سرقت ادبی (کپی‌برداری) کرده‌است.
دیوید. سی. لین، استاد و پژوهشگر هنر لیبرال همراه با دیگران مدارکی را افشا کرد در مورد این‌که توئیچل بسیاری از آثارش را از آثار جولیان جانسون، سنت کرپال سینگ، لاما آناگاریکا گوویندا، والتر راسل، ال ران هوبارد، هلنا بلاواتسکای و دیگران سرقت ادبی کرده‌است. اما یکی از اعضای روحانیتِ اکنکار به نام داگلاس مارمن اطلاعاتی ارائه داد که نقدهای دیوید لِین و فورد جانسون را با چالش مواجه کرد؛ مثلاً از طریق ارائهٔ نمونه‌هایی ازجمله کتابخانهٔ کنتاکی در شهر پادوکاه (به‌عنوان مرجع تاریخی مربوط به حرفهٔ توئیچل و اطلاعات شخصیِ وی). رسالهٔ لِین و بحث‌های او با اکیست‌ها و مقامات اکنکار به‌صورت آنلاین در دسترس هستند. همچنین نقدهای داگ مارمن از یافته‌های دیوید لِین.

## آثار
- پل توئیچل. دندان ببر. مطبوعات راه روشن (۱۹۶۷). شابک ۰-۹۱۴۷۶۶-۱۷-۱.
- پل توئیچل. گفتگو با استاد. انتشارات راه روشن (۱۹۸۸). شابک ۰-۹۱۴۷۶۶-۷۸-۳.
- پل توئیچل. اکنکار: کلید جهان‌های مخفی. پیشگفتار توسط براد استیگر. مطبوعات راه روشن (۱۹۶۹). شابک ۵۷،۰۴۳-۱-۱۵۴-X مقدار |شابک= را بررسی کنید: invalid character (کمک).
- پل توئیچل. نامه به گیل، جلد اول اکنکار (۱۹۷۸). شابک ۱-۱۲۲-۵۴۱۷۳-۲.
- پل توئیچل. نامه به گیل، جلد دوم. انتشارات راه روشن (۱۹۷۷). شابک ۰-۹۱۴۷۶۶-۳۳-۳.
- پل توئیچل. گیاهان دارویی: شفادهندگان جادویی (۱۹۷۱). اکنکار. کتابخانهٔ کاتالوگ کنگره شماره: ۸۶–۸۰۸۱۴.
- پل توئیچل. اکنکار-ویدیا: علم باستان نبوت (۱۹۷۲). شابک ۱-۵۷۰۴۳-۰۳۰-۶.
- پل توئیچل. غریبه کنار رودخانه. اکنکار (۱۹۹۹). شابک ۱-۵۷۰۴۳-۱۳۶-۱.
- پل توئیچل. کشور دور. انتشارات راه روشن (۱۹۸۸). شابک ۰-۹۱۴۷۶۶-۹۱-۰.
- پل توئیچل. شریعت-کی-ساگمد، کتاب اول. اکنکار (۱۹۹۸). شابک ۱-۵۷۰۴۳-۰۴۸-۹.
- پل توئیچل. دفترچه معنوی، اکنکار (۱۹۸۸). شابک ۱-۵۷۰۴۳-۰۳۷-۳.
- پل توئیچل. فلوت خداوند. اکنکار (۱۹۹۹). شابک ۱-۵۷۰۴۳-۰۳۲-۲.
- پل توئیچل. شریعت-کی-سوگمادد، کتاب دوم. اکنکار. شابک ۱-۵۷۰۴۳-۰۴۹-۷.
- پل توئیچل. پنجه زمان. نسخهٔ اکنکار مجاز. اد توئیچل، کلمپ و کلمپ (۱۹۹۹). شابک ۰-۹۱۴۷۶۶-۷۸-۳.